# ريكو كورودا
ريكو كورودا (باليابانية: 黒田玲子؛ بالكانا: くろだ れいこ) هي كيميائية يابانية، ولدت في 1947.